# Pedicia riedeli
Pedicia (Crunobia) riedeli là một loài ruồi trong họ Pediciidae. Chúng phân bố ở vùng sinh thái Palearctic.